# 大和面
大和面（韓語：대화면）是大韓民國江原道平昌郡的一個面。面積有166.65km2，人口有5942人（2006年）。

## 概要
大和面位於平昌郡的中心部，擁有金堂河谷（금당계곡）和石山（석산，1376m），南屛山（1150m），金堂山（1173m）等天賜的自然風光。代表性的特產有辣椒、馬鈴薯、蔬菜、草藥等。其中辣椒則以大和初露（대화초로）著稱。

## 行政區劃
- 大和里 1里~11里
- 新里 1里~5里
- 介水里 1里~2里
- 上安味里 1里~4里
- 下安味里 1里~6里

## 媒體
- KBS《快樂星期天 - 兩天一夜》江原平昌農家樂特輯上安味里배두둑마을（2009年8月2日，8月9日）

## 腳注
1. ↑  대화면 인사말 （页面存档备份，存于）, 2012년 4월 22일 확인

## 外部連結
- 평창군 대화면사무소 （页面存档备份，存于）